# Opopaea sallami
Opopaea sallami là một loài nhện trong họ Oonopidae.
Loài này thuộc chi Opopaea. Opopaea sallami được miêu tả năm 2006 bởi Michael Saaristo & van Harten.